# Smrk pod zámeckou skálou
Smrk pod zámeckou skálou byl památný strom smrk ztepilý (Picea abies) v okrese Sokolov v Karlovarském kraji, který rostl na pravém břehu potoka Skřiváň, pod skalnatou terasou v blízkosti bývalého rybníčka, 70 m ZJZ od zámečku Favorit, 1,5 km JZJ od Šindelové v podmáčené lesní půdě. U nejsilnějšího jednokmenného smrku Krušných hor bylo již v minulosti konstatováno vyhnívání kmene, napadení dřevokaznými houbami i hmyzem, prosychání koruny a odpadávání borky, což nakonec vedlo počátkem roku 2014 k pádu stromu. Měřený obvod kmene činil 440 cm, výška stromu byla 40 m (měření 2004). Za památný byl vyhlášen v roce 2005 jako esteticky zajímavý strom, významný vzrůstem. I po pádu zůstal strom památkově chráněný až do 30. května 2019, kdy byla nakonec ochrana zrušena.

## Stromy v okolí
- Vysoký smrk pod Favoritem
- Smrk u kříže za Favoritem
- Dvojitý smrk u Šindelové
- Modřínová alej u Šindelové
- Modříny u Favoritu
- Klen v Horní Oboře
- Modřín v Horní Oboře
- Jíva v Horní Oboře
- Jasan v bývalých Milířích
- Jindřichovický klen
- Martinské lípy v Jindřichovicích